# Eric Honegger

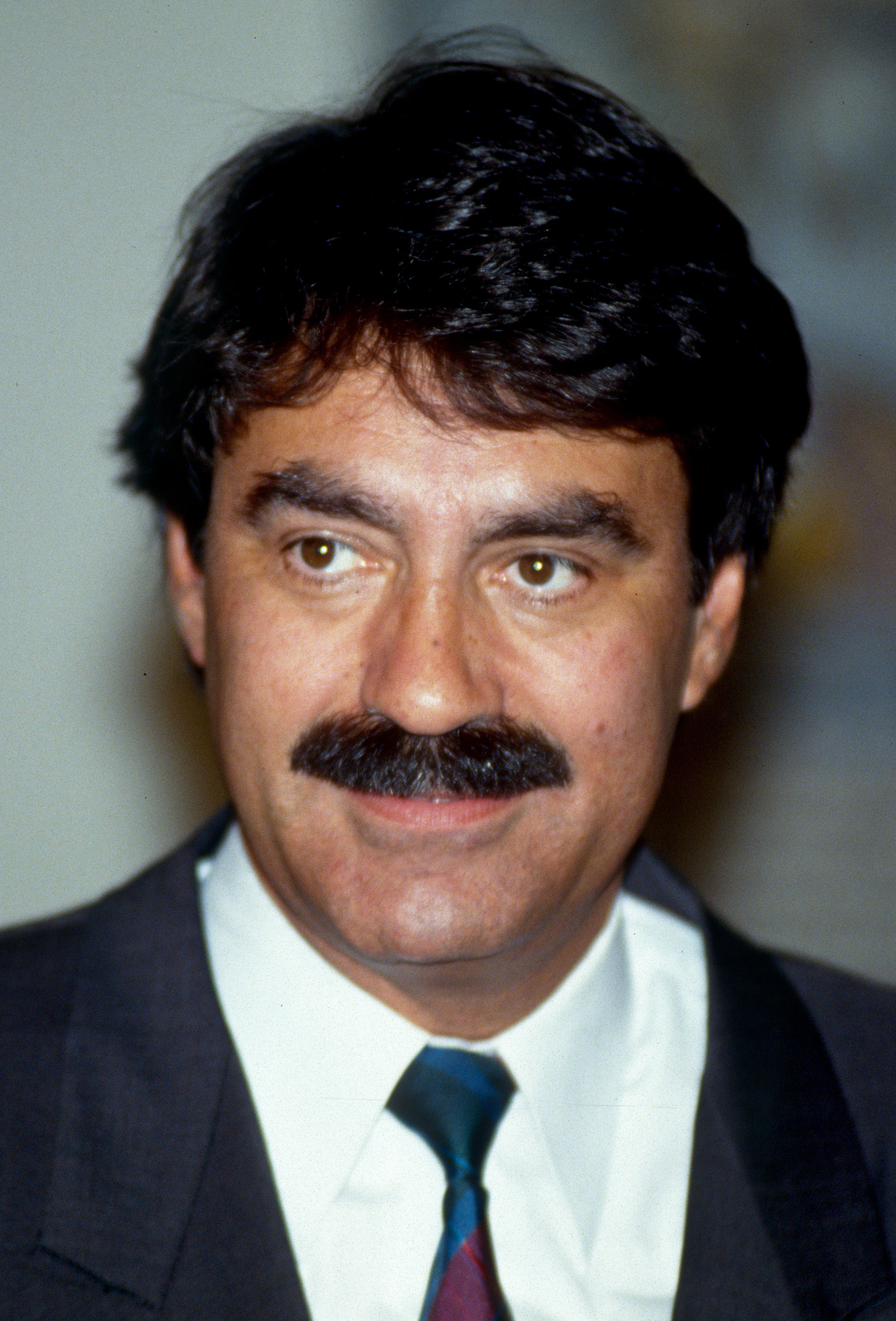
Eric Honegger, 1986

Eric Honegger (Zürich, 29 april 1946) is een Zwitsers politicus.
Honegger is lid van de Vrijzinnig Democratische Partij (FDP). Hij was lid van de Regeringsraad van het kanton Zürich. Hij was van 1 mei 1993 tot 30 april 1994 en van 1 mei 1998 tot 30 april 1999 voorzitter van de Regeringsraad (dat wil zeggen regeringsleider) van Zürich.
Hij was lid van de bestuursraad van Swissair.